# Mellem træerne (film)
|  | Denne artikel er oprettet af botten Steenthbot ud fra en ekstern database. Den kan derfor have sproglige fejl eller mangler. Denne skabelon kan fjernes efter kontrol af indholdet. |

Mellem træerne er en dansk kortfilm fra 2012 instrueret af Sidsel M. Johnsen.

## Handling
Anna stikker af til den svenske ødemark for at opsøge sin fraværende far. Han er imidlertid bortrejst, men Anna beslutter sig for at blive en stund. Da Anna udforsker skovene omkring hytten, møder hun den excentriske kvinde Linn, og et ikke helt almindeligt venskab opstår mellem de to.

## Medvirkende
- Sara Hjort Ditlevsen
- Mariah Kanninen